# Lac Wayagamac
Le Lac Wayagamac est situé dans la ville de La Tuque, dans Agglomération de La Tuque, en Mauricie, au Québec, au Canada. Le territoire de ce lac faisait partie jusqu'en 2006 de l'ancien territoire non organisé du Petit-Lac-Wayagamac, soit avant d'être fusionné à La Tuque. Le territoire du lac est contrôlé par la Zec de la Bessonne.

## Géographie
Le lac Wayagamac est situé à 10 km (en ligne directe) au sud-est de la ville de La Tuque. Ce lac est entouré des montagnes des Laurentides dont certaines cimes excèdent 400 mètres d'altitude. 
Ce lac de la Haute-Mauricie est segmenté en trois parties dont la plus importante est celle du côté ouest. Il mesure 9,2 km de longueur (Est-Ouest) et 5,9 km de largeur (Nord-Sud). Les deux principaux affluents de ce lac sont les décharges du Petit lac Wayagamac (situé à 4,4 km à l'est, mesuré par l'eau) ; et la décharge des lacs Tom (situé à 1,2 km au sud, par l'eau) et Saint-Paul.
Petite rivière Bostonnais
À partir de la décharge du Petit lac Wayagamac, la Petite rivière Bostonnais parcours 4,4 km (mesuré par l'eau) avant de se jeter dans le lac Wayagamac (côté sud-est). Le lac Wayagamac se décharge par l'ouest dans la Petite rivière Bostonnais laquelle a une longueur approximative de 10,6 km (mesuré par l'eau), entre le barrage du lac Wayagamac et l'embouchure de la rivière qui se déverse dans la rivière Saint-Maurice à la limite Sud de la ville de La Tuque (soit juste au sud de l'aéroport). À partir de la décharge du Petit lac Wayagamac, l'eau de la Petite rivière Bostonnais coule sur 23,6 km dont 8,6 km pour traverser le lac Wayagamac d'Est en Ouest.
Héronnière
Comme les aux autres zec du Québec, la zec de la Bessonne n'est pas une aire protégée reconnue par le gouvernement du Québec. Par exception, l'exploitation forestière et minière y sont autorisés. Une héronnière et une colonie d'oiseau sont établies sur l'île Steamboat, située au centre du Lac Wayagamac. Ce lac sert aussi de prise d'eau à l'aqueduc municipal de La Tuque.
Barrage Wayagamac
Construit en 1953, ce barrage à forte contenance a une longueur de 55 m, et une hauteur de 6 m. Il a une capacité de retenue de 145 millions de mètres cubes d'eau. La structure est composée de caissons remplis de pierres. Le barrage a emprunté son appellation du lac Wayagamac. Le toponyme "Barrage Wayagamac" a été inscrit officiellement le 11 mai 1987 à la Banque des noms de lieux de la Commission de toponymie du Québec. Coordonnées du barrage : Longitude ouest (72° 41' 50") ; Latitude nord : (47° 23' 02").
Principales baies
Les principales baies sont : baie Brunelle (à l'Est), baie Fouet (au nord), baie Fabi (au nord-ouest) désignée ainsi en relation avec le Lac Fabi situé à 680 m (ligne directe) au nord-est.

## Toponymie
Selon le père G. Lemoine, l'expression "waweia gamak" s'apparente à la langue algonquine, et signifie "au lac rond". Pour le père Joseph-Étienne Guinard, waiagamak, mis pour wawiagamaw, a pour sens lac rond. Pourtant sa forme est plutôt triangulaire que ronde. Ce nom, sous la forme de Wayagamack était mentionné en 1876 dans un des rapports de l'arpenteur Télésphore Chavigny De La Chevrotière. À compter de 1913, Wayagamack a identifié une usine de pâtes et papier établie à Trois-Rivières.
Le toponyme "Lac Wayagamac" a officiellement été inscrit le 5 décembre 1968 à la Banque de noms de lieux de la Commission de toponymie du Québec.
Par ailleurs, la société Kruger, en partenariat avec la Société générale de financement du Québec (SGF Rexfor), a fait l’acquisition de l’usine Kruger Wayagamack en 2001. Cette usine est située sur l'Île-de-la-Potherie, à Trois-Rivières.
L'eau du lac Wayagamac est utilisée dans la fabrication d'une bière de style Kölsch houblonnée à froid de marque Wayagamac. Cette bière est brassée et mise en bouteille par la microbrasserie La Pécheresse de la Tuque.